# Chalepogenus parvus
Chalepogenus parvus är en biart som beskrevs av Roig-alsina 1997. Chalepogenus parvus ingår i släktet Chalepogenus och familjen långtungebin. Inga underarter finns listade i Catalogue of Life.